# Friedrich Gogarten
Friedrich Gogarten (Dortmund, Renania del Norte-Westfalia; 13 de enero de 1887-Gotinga, Baja Sajonia; 16 de octubre de 1967) fue un teólogo luterano que cuenta como cofundador, junto con Karl Barth y Eduard Thurneysen, de la teología dialéctica: el movimiento teológico del siglo XX que se opuso decididamente a la teología liberal en Alemania. Luego fue apologista y miembro del movimiento de los Cristianos Alemanes, lo que causó su definitiva ruptura con Barth.

## Vida
Gogarten nació en Dortmund, en la Región del Ruhr. Aprobó la educación secundaria en 1907 y en la Universidad de Múnich realizó estudios de historia del arte, germanística y psicología. En parte influido por Arthur Bonus, decidió cambiarse de facultad y a partir de 1912 estudió teología en Jena, en Berlín (con Harnack) y en Heidelberg (con Troeltsch).
En 1924, la facultad de teología de la Universidad de Gießen le otorgó un doctorado honoris causa. A partir de 1925, se desempeñó como pastor en Dorndorf (en Saale) y enseñó desde 1927 en Jena, la misma ciudad en cuya universidad se habilitó para la enseñanza docente, con un trabajo intitulado: La tradición teológica y el trabajo teológico. ¿Historia del espíritu o teología? En 1931, sucedió a Erich Schaeder en la cátedra de teología sistemática de la Universidad de Breslau, y en 1935 se instaló en la cátedra de teología sistemática en Gotinga, donde también ocupó el puesto de predicador universitario (Universitätsprediger). En 1955 fue nombrado profesor emérito de la Universidad de Gotinga. Gogarten falleció el 16 de octubre de 1967 en Gotinga.
En cuanto a las influencias más decisivas de Gogarten, se encuentran nombres como Bonus, Troeltsch, Buber, Grisebach y Ebner, ante quienes, sin embargo, siempre supo mantener para sí una independencia propia de pensamiento (lo mismo ante el embrujo, por aquellos días tan asiduo, de la filosofía de Martin Heidegger).

## Obra e influencias
Bajo la dirección de Karl Barth, la teología dialéctica adquirió una fisonomía propia frente al predominio decimonónico de la teología liberal. A contrapelo de las tendencias sobre todo 'historizantes' y 'antropologizantes' de la teología liberal y de su orientación a favor de un protestantismo cultural, la teología dialéctica (llamada también teología de la crisis o neo-ortodoxia) reclamaba la contraposición, la absoluta contradicción (de ahí su carácter 'dialéctico') entre Dios y las empresas e intereses humanos. Dios es, según una famosa aserción de Karl Barth, el 'totalmente otro' (der ganz Andere), y esta afirmación de la trascendencia divina pretendía ser una respuesta a un siglo de investigaciones históricas en la teología que había dado como resultado una anulación de la fe.
Para los teólogos dialécticos, no hay nada en las investigaciones científicas que toquen en lo más mínimo a la fe. Con esta actitud teológica, se escenificó la crítica de los jóvenes teólogos alemanes ante sus maestros liberales, quienes habían forjado una teología humanista y comparativista, plagada de los prejuicios tan típicos del siglo XIX como la confianza en el progreso. Estos jóvenes teólogos dialécticos también fueron hijos de su tiempo, y comenzaron a ser nombrados en cátedras universitarias en el período que trascurrió entre la primera y la Segunda Guerra Mundial.
El órgano principal de publicaciones de la teología dialéctica fue la revista académica Zwischen den Zeiten ('Entre los tiempos'), cuyo lema fue tomado de una célebre fórmula de Gogarten: «Este es el destino de nuestra generación, el que nos encontramos entre los tiempos». La revista dejó de publicarse en 1932 por las contradicciones entre Barth y Gogarten, quien publicó ese año su Politische Ethik (Ética Política) influenciada por el "decisionismo" de Heidegger y Carl Schmitt.
Gogarten se vio pronto muy alejado del movimiento de la teología dialéctica debido a su entrada en la asociación Cristianos Alemanes (4 de agosto de 1933). Esta asociación funcionaba subordinada al partido Nazi, y tuvo una orientación racista, antisemita y apegada a los dictámenes del Führer. Después de la manifestación del Palacio de Deportes de Brlín, el 13 de noviembre de 1933, escribió artículos en varias revistas explicando el "Movimiento de fe de los cristianos alemanes". Sin embargo, Gogarten nunca se unió oficialmente al partido Nazi.
Los temas más conspicuos de la obra gogarteniana son "el hombre entre Dios y el mundo", "la iglesia en el mundo", y la secularización como consecuencia de la revelación cristiana. En su obra es notable la influencia antiidealista de Søren Kierkegaard, tanto como el influjo teológico de Karl Barth y de Rudolf Bultmann. De tal forma, utilizó la teología dialéctica barthiana y formuló una interpretación fresca de la cultura y de la historia, aunque, en su caso, más desde un punto de vista luterano que calvinista. En sus obras Politische Ethik (1932) y Der Mensch zwischen Gott und Welt (1952), se ocupa del problema de la relación de la humanidad con la religión y con el estado. En su obra más importante, Entmythologisierung und die Kirche (1955), examina y expande el intento de Bultmann por eliminar los elementos del mito del Nuevo Testamento.
Si la confrontación de Bultmann tuvo como blanco principalmente la escuela histórica de la religión y la teología sistemática de Wilhelm Herrmann, puede decirse que Gogarten análogamente debate sobre todo con Ernst Troeltsch. Esto explica quizá por qué la obra gogarteniana se mantuvo en constante diálogo con la filosofía. Lo mismo puede decirse de su giro en torno a la teología dialéctica. Conceptos como revelación (Offenbarung), fe, etc., son interpretados teológicamente por Gogarten de forma fundamental, y no dogmáticamente. Por tanto, no resulta sorprendente que Gogarten siempre buscara un diálogo con la filosofía. En este respecto, son especialmente importantes los diálogos sostenidos con Eberhard Grisebach entre los años 1920-1926, tanto como los sostenidos con Hermann Herrigel entre 1925 y 1926.
El pensamiento filosófico que interesó a Gogarten es aquel que se comportó críticamente con la herencia del idealismo y del historicismo. Por ello, contra Troeltsch y contra todos los intentos por ganar un concepto científico de religión, el interés de Gogarten es mostrar, en el espíritu de un Franz Overbeck verbigracia, que una auténtica religión sólo puede tener validez si, precisamente, se erige contra toda empresa científica. A partir de estos supuestos, Gogarten se interesa principalmente por las corrientes de su tiempo que intentaban pensar la religiosidad estrictamente desde su particularidad o en tanto forma de vida con una forma propia.

## Citas
Este es el destino de nuestra generación, el que nos encontramos entre los tiempos. Nunca hemos pertenecido al tiempo que ahora llega a su fin. Pero, ¿perteneceremos al tiempo venidero? ¿Y cómo podremos pertenecer a este tiempo si se aproxima tan pronto? Por ello, nos encontramos en el medio. En un espacio vacío.

## Condecoraciones
- Doctor honoris causa de la Universidad de Gießen (1924).
- La gran cruz de servicio a la Nación Alemana (1957).
- La gran cruz de servicio con estrella a la Nación Alemana (1967).